# Parti sarde d'action
Le Parti sarde d'action (en italien : Partito sardo d'azione et en sarde : Partidu sardu, abrégé en PSd'Az) est un parti politique italien qui revendique l'autonomie et l'indépendance de la Sardaigne, fondé en 1921 par Emilio Lussu, sur l'expérience de la Brigade Sassari, une unité militaire composée de recrues sardes qui s'était illustrée pendant la Première Guerre mondiale sur le Carso. Le parti est dissous en 1925 par le régime fasciste et se recrée en 1943-1944.
Il traverse une crise profonde au début des années 1980 après avoir fait élire un député au Parlement européen en 1984, Michele Columbu, et en 1989, Mario Melis, en alliance avec l'Union valdôtaine et d'autres régionalistes. Puis, il recommence une légère remontée au début du XXIe siècle, en se présentant allié avec l'Olivier et en obtenant à nouveau des conseillers régionaux en 2004 et provinciaux en 2005.
Franco Piretta du PSd'A est vice-président de l'Alliance libre européenne dont ce parti est membre. Cependant, il quitte cette position en 2006 à la suite de la coopération de son parti avec la Lega Nord, exclue elle de l'Alliance libre européenne.
Aux élections générales italiennes de 2008, le Parti sarde d'action n'a obtenu que 15 292 voix (1,714 %) dans la région Sardaigne au Sénat, avec comme tête de liste, Giacomo Sanna.
Lors des élections régionales anticipées du 16 février 2009, le Psd'A remporte 28 949 voix, allié au Peuple de la liberté, malgré une dissidence qui a conflué avec les Verts (les Rossomori) et s'est alliée au centre-gauche.
Lors des élections générales italiennes de 2013, il obtient 18 585 voix (0,05 %) à la Chambre, avec Giovanni Colli, comme tête de liste.
Lors des élections régionales de 2014, il obtient trois sièges de conseillers régionaux sur 60.
Pour les élections générales italiennes de 2018, il s’allie avec la Ligue du Nord. Cette alliance entraîne sa suspension de l’Alliance libre européenne mais permet l’élection de parlementaires, dont le secrétaire Christian Solinas qui obtient d’être le candidat de la droite lors des élections régionales en Sardaigne de février 2019.